# Un Momento
«Un Momento» (укр. «Один момент») — промо-сингл румунської співачки Інни з альбому «I Am The Club Rocke». Випущений лейблами «Roton» і «Ultra».

## Чарти
| Чарт (2010)           | Найвища позиція |
| --------------------- | --------------- |
| Spanish Singles Chart | 46              |